# Żywi i martwi (film 1964)
Żywi i martwi (ros. Живые и мёртвые. Żywyje i miortwyje) – radziecki film wojenny z 1964 roku w reżyserii Aleksandra Stolpera. Ekranizacja pierwszej części trylogii Konstantina Simonowa.
W filmie po raz pierwszy w kinie radzieckim mowa jest o stalinowskich represjach lat 30. XX wieku w Armii Czerwonej.

## Opis fabuły
Akcja filmu rozgrywa się w pierwszych miesiącach II wojny światowej w ZSRR, tj. od niemieckiego ataku w czerwcu 1941 roku do radzieckiej kontrofensywy pod Moskwą w zimie 1941-1942. Rezerwista politruk Iwan Sincow zostaje wysłany na front jako korespondent wojennej gazety. Jako zaangażowany reporter, pragnący być na pierwszej linii działań, na własną prośbę zostaje skierowany na najbardziej zagrożony odcinek frontu. W ten sposób staje się świadkiem oraz uczestnikiem wielkiego odwrotu Armii Czerwonej w 1941 roku, kilkakrotnie znajduje się w okrążeniu, spotyka partyzantów, bierze udział w kontrofensywie radzieckiej pod Moskwą. Nieraz przychodzi mu być pod ostrzałem, walczyć z bronią w ręku na pierwszej linii lub ukrywać się zarówno przed Niemcami jak i swoimi, do czego jest zmuszony po utracie dokumentów, pod groźbą oskarżenia o dezercję. Natrafia na różne, często skrajne postawy zachowań żołnierzy radzieckich – zarówno tchórzy, jak i bohaterów. W jego wojennych losach ogniskuje się los całej Armii Czerwonej pierwszych miesięcy wojny w ZSRR, który był losem – jak kilkakrotnie powtarza głos lektora zza kadru – „żywych i martwych”.

## Obsada aktorska
- Kiriłł Ławrow – Iwan Sincow
- Anatolij Papanow – kombryg Fiodor Sierpilin
- Aleksiej Głazyrin – politruk Malinin
- Oleg Jefriemow – płk Iwanow
- Ludmiła Kryłowa – lekarz wojskowy Tatjana Owsiannikowa
- Lew Lubiecki – komisarz batalionowy Szmakow
- Ludmiła Lubimowa – Masza, żona Sincowa
- Wasilij Makarow – płk Zajczikow
- Roman Chomiatow – mł. politruk Lusin
- Zinowij Wysokowski – korespondent wojenny poległy, przyjaciel Sincowa
- Jurij Dubrowin – kierowca
- Igor Puszkariow – por. Choryszew
- Władlen Paułus – mjr Daniłow
- Boris Czirkow – inwalida Gawriłło Biriukow
- Wiktor Awdiuszko – sierż. Szestakow
- Jewgienij Samojłow – dowódca batalionu ochotniczego
- Oleg Tabakow – por. Krutikow
- Lew Krugły – żołnierz Komarow
- Władimir Goriełow – lotnik z zestrzelonego bombowca
- Władimir Kulik – kombat Riabczenko
- Jurij Wołkow – płk Baranow
- Michaił Uljanow – dowódca armii
- Jewgienij Szutow – milicjant
- Nikołaj Siergiejew – Zosima Popkow, sąsiad Sincowa
- Władimir Murawjow – redaktor gazety
- Raisa Kurkina – żona płk. Baranowa
- Sofja Pawłowa – żona Sierpilina
- Władimir Marienkow – gen.-porucznik Kozyriew
- Władimir Szybakow – milicjant
- Walentina Tielegina – pielęgniarka Pasza
- Boris Jurczenko – sierż. Kowalczuk
- Michaił Głuzski – gen. Orłow
- Władimir Wysocki – czerwonoarmista
- Leonid Chmara – lektor
- Boris Bitiukow jako pułkownik

i inni.

## Nagrody
- Główna Nagroda na MFF w Karlowych Warach (1964)
- Główna Nagroda na I Wszechzwiązkowym Festiwalu Filmowym w Leningradzie, Nagroda Ministerstwa Obrony ZSRR i nagroda za kreację Anatolija Papanowa (1964)[2]

## Produkcja

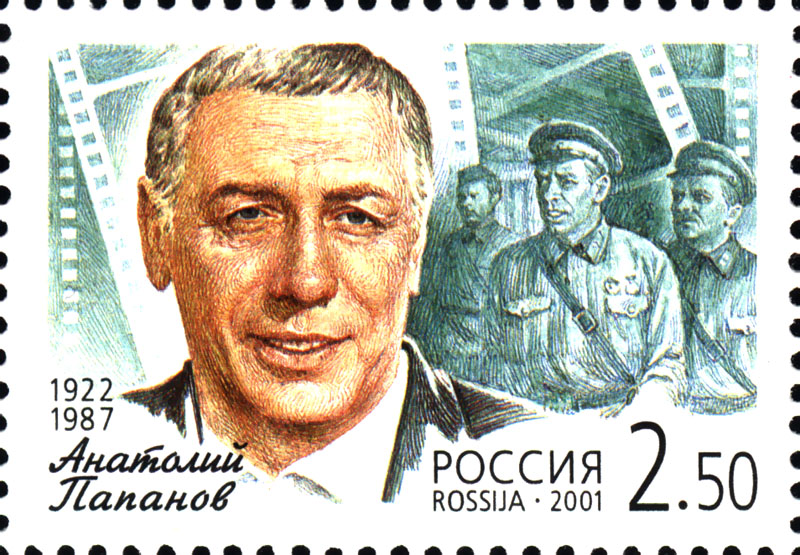
Znaczek poczty rosyjskiej z 2001 roku przedstawiający Anatolija Papanowa na tle kadru z filmu Żywi i martwi.

- W filmie brak jest ścieżki dźwiękowej, tj. nie posiada żadnej oprawy muzycznej.
- Film był jedną z ważniejszych ról w karierze Anatolija Papanowa (Nagroda Państwowa RFSRR[3]). Sugestywnie zagrana rola gen. Sierpilina, inspirowana sylwetką płk. Siemiona Kutiepowa poległego w lipcu 1941 roku podczas obrony Mohylewa, przyniosła mu zarówno uznanie krytyki jak i publiczności[4]. Sam Simonow – autor pierwowzoru literackiego – wyznał po latach, że pisząc ostatnią część swojej trylogii – Ostatnie lato, wydanej w 1971 roku, w opisie sylwetki Sierpilina inspirował się rolą Papanowa w ekranizacji pierwszej części z 1964 roku[5].
- Film był pierwszą znaczącą rolą w karierze Kiriłła Ławrowa[6]